# Francis Boott (compositeur)
Pour les articles homonymes, voir Francis Boott et Boott.
Francis Boott, né le 24 juin 1813 à Boston dans l'État du Massachusetts et mort le 1er mars 1904 à Cambridge dans le même État, est un compositeur américain de musique classique.

## Biographie
Francis Boott est né le 24 juin 1813 à Boston dans l'État du Massachusetts. Il est diplômé de Harvard en 1831. Après la mort de sa femme, il part avec sa jeune fille Elizabeth [Lizzie] à Florence en Italie, où il a étudié l'harmonie avec Luigi Picchianti, et Lizzie a été rapidement reconnue comme un artiste talentueuse. Elle s'est marié avec un de ses professeurs, Frank Duveneck.
Francis Boott est mort le 1er mars 1904 à Cambridge dans le Massachusetts.